# Ricardo Harriague
Ricardo Alberto Harriague Saccone (nacido el 14 de diciembre de 1946), es un exmagistrado uruguayo, quien se desempeñó como miembro del Tribunal de lo Contencioso Administrativo entre 2005 y 2015.

## Primeros años
Cursó estudios en la Facultad de Derecho de la Universidad de la República, donde se graduó como abogado en 1978.

## Juez de Paz en el interior
En abril de 1978 inició su carrera judicial al ser designado Juez de Paz de la primera sección judicial de Rivera, con sede en la ciudad de Rivera.
En setiembre de 1978 fue trasladado al Juzgado de Paz de la primera sección judicial de Maldonado, con sede en la ciudad de Maldonado.

## Otros cargos administrativos
En noviembre de 1979 fue nombrado Inspector de Juzgados de Paz.
En marzo de 1980 fue designado Secretario Letrado de la Corte de Justicia.

## Juez Letrado en la capital
En enero de 1983 pasó a cumplir funciones como Juez Letrado en Montevideo, inicialmente como Juez Letrado en lo Penal de Segundo Turno.
En marzo de 1988 fue trasladado al Juzgado Letrado en lo Civil de 13° Turno.

## Tribunal de Apelaciones
En agosto de 1989 recibió un nuevo ascenso al ser nombrado como uno de los integrantes del Tribunal de Apelaciones en lo Civil de Séptimo Turno que acababa de ser creado.
En octubre de 1999 fue trasladado al Tribunal de Apelaciones en lo Penal de Tercer Turno.

## Tribunal de lo Contencioso Administrativo
El 23 de agosto de 2005 la Asamblea General lo eligió, junto a Eduardo Lombardi y a Dardo Preza, como miembro del Tribunal de lo Contencioso Administrativo, para cubrir las vacantes generadas por los retiros de Eduardo Brito del Pino Pocey, Manuel Mercant y José Baldi.
Cesó en su cargo en el mencionado Tribunal en agosto de 2015, al completar el plazo máximo de diez años en el mismo establecido según el artículo 308 de la Constitución, que se remite en cuanto a las condiciones para ocupar dicho cargo a las previstas para los miembros de la Suprema Corte de Justicia.Hasta la fecha es el último integrante del TCA en haber completado dicho período de 10 años en el cargo. 
La vacante que dejó al retirarse fue cubierta en setiembre de 2015 por la Asamblea General con la designación de Alicia Castro Rivera.